# Lillian Vallee
Lillian Vallee (ur. 1949 w Hamburgu) – amerykańsko-polska poetka, tłumaczka.

## Życiorys
Urodziła się w polskiej rodzinie. Dorastała w Detroit, Michigan, większość dorosłego życia spędziła w Kalifornii, gdzie działa na rzecz ochrony przyrody Doliny Kalifornijskiej.
Ukończyła studia licencjackie na kierunku literatura angielska, a następnie uzyskała tytuł magistra oraz doktora języków i literatury słowiańskiej (specjalizacja: literatura polska) na Uniwersytecie w Berkeley. 

## Nauka i dydaktyka
Pracowała jako wykładowczyni na Uniwersytecie w Berkeley, w Claremont McKenna College i w Modesto Junior College.
Interesuje się literaturą i historią okresu międzywojennego w Polsce.
Opublikowała prace poświęcone twórczości Czesława Miłosza, m.in. Bear with a Cross: Primordial Tradition in the Work of Czesław Milosz.

## Tłumaczenia
Była uczennicą Czesława Miłosza i razem z nim tłumaczyła jego poezję. Otrzymała liczne stypendia (m.in. Fulbrighta, Stanford-Warsaw Exchange scholarship) i nagrody z zakresu tłumaczeń literackich, m.in. nagrodę im. Konstantego Jeleńskiego i nagrodę im. Alfreda Jurzykowskiego.
Oprócz twórczości Miłosza przełożyła na język angielski także inne dzieła literatury polskiej, m.in. teksty Witolda Gombrowicza, Aleksandra Wata, Adama Zagajewskiego i Jana Kotta [1]. W swoim dorobku ma ponad 170 tłumaczeń.

## Twórczość literacka
Lillian Vallee oprócz tłumaczeń zajmuje się też pisaniem artykułów, recenzji i jest aktywna jako poetka. Prowadzi także kolumnę w Stanislaus Connections, zatytułowaną „Rivers of Birds, Forests of Tule: Central Valley Nature and Culture in Season”, w ramach której co miesiąc ukazują się krótkie eseje, świadczące o jej zainteresowaniu naturą.

## Publikacje
Wybrane tłumaczenia:
- Miłosz: „Bells in Winter” (1978), razem z autorem
- Gombrowicz: „Pamiętnik” (3 części – 1988, 1989,1991)
- Wat „Bezrobotny Lucyfer”
- Zagajewski: „Solidarność i samotność” (1990)
- „Dwa miasta” (1994), wiersze
- Eseje Kotta
- Mur „Prisoner of Martial Law” (1984)

Wybrane publikacje:
- Bear with a Cross: Primordial Tradition in the Work of Czesław Milosz
- Crane Season[3].